# Ewa Szeląg
Ewa Szeląg, z d. Zygadlińska (ur. 29 maja 1964) – polska piłkarka ręczna, grająca na pozycji rozgrywającej, reprezentantka i mistrzyni Polski.

## Życiorys
Wychowanka Startu Elblągu, przez większą część kariery sportowej związana z tym klubem. W 1984 zdobyła mistrzostwo Polski w barwach AZS AWF Wrocław, ale w połowie lat 80. powróciła do Startu. Zdobyła w barwach elbląskiego klubu wicemistrzostwo Polski w 1991 i mistrzostwo w 1992. Najlepsza snajperka swojego klubu w sezonie mistrzowskim. Po sezonie 1991/1992 kontynuowała grę w Niemczech (w Lipsku). W sezonie 1994/1995 w barwach Montexu Lublin sięgnęła po kolejne mistrzostwo Polski, po czym wyjechała do Francji.
W reprezentacji Polski debiutowała 26 września 1990 w towarzyskim spotkaniu z Rumunią, wystąpiła następnie na mistrzostwach świata w 1990 (9. miejsce) i mistrzostwach Europy w 1996 (11. miejsce). Na tym ostatnim turnieju w meczu z Litwą (13 grudnia 1996) zakończyła karierę reprezentacyjną. Łącznie w biało-czerwonych wystąpiła 52 razy, zdobywając 157 bramek.